# Karangdawa (Margasari)
Karangdawa is een bestuurslaag in het regentschap Tegal van de provincie Midden-Java, Indonesië. Karangdawa telt 13.615 inwoners (volkstelling 2010).